# Erigorgus variornatus
Erigorgus variornatus là một loài tò vò trong họ Ichneumonidae.